# Gejuelo del Barro
Gejuelo del Barro es un municipio y localidad española de la provincia de Salamanca, en la comunidad autónoma de Castilla y León. Se integra dentro de la comarca de la Tierra de Ledesma. Pertenece al partido judicial de Salamanca.
Su término municipal está formado por las localidades de Gejuelo del Barro, Muélledes y Valrubio, además de por los despoblados de Calzadilla del Campo y La Huérfana, ocupa una superficie total de 43,33 km² y según el INE en el año 2017 contaba con 38 habitantes.

## Etimología
En el siglo XIII se llamaba "Sexolo", topónimo propio de la lengua leonesa, derivando a "Xexuelo", nombre con el que está documentada esta localidad en el siglo XV, pasando posteriormente a denominarse Gejuelo.

## Historia
El poblamiento del municipio se remonta a la prehistoria, de la que se conserva el dolmen de la Casa del Moro en la dehesa de Muélledes, fechado en el cuarto milenio antes de Cristo y que se conserva prácticamente intacto. La actual población de Gejuelo, sin embargo, se remonta a la Edad Media, obedeciendo a las repoblaciones efectuadas por los reyes leoneses en los siglos XI y XII. Con la creación de las actuales provincias en 1833, Gejuelo del Barro quedó integrado en la provincia de Salamanca, dentro de la Región Leonesa.
Hacia mediados del siglo XIX, el lugar, ya por entonces con ayuntamiento propio, tenía contabilizada una población de 75 habitantes. Aparece descrito en el octavo volumen del Diccionario geográfico-estadístico-histórico de España y sus posesiones de Ultramar de Pascual Madoz con las siguientes palabras:

GEJULEO DEL BARRO: l. con ayunt. al que estan agregados los desp. y alq. de Calzadilla del Campo, Huerfana y Cerezibañez, Muelledes y Vallrubio en la prov. y dióc. de Salamanca (7 leg.), part. jud. de Ledesma (1 y 1/2), aud. terr. y c. g. de Valladolid. sit. en un llano cercado de peña y monte con buena ventilacion y clima. Tiene 26 casas en mediana construccion entre ellas la del ayunt. y una igl. parr. (Sta. Bárbara), vicaria vacante servida por un ecónomo esclaustrado, teniendo los anejos de Bellorino (San Andres), y Espioja (Ntra. Sra. del Rosario), ambos á 1/4 de leg. de la matriz. El térm. confina al N. con Muelledes; S. Ledesma, y O. Espioja: en él se encuentran distintos manantiales de cuyas aguas se aprovechan los vec. para sus usos muy indispensables. El terreno es de mediana calidad, comprendiendo 1,293 fan. de tierra en cultivo y 196 de monte y pasto. Los caminos conducen á los pueblos limítrofes en regular estado. La correspondencia se recibe de la cap. del part. jud. prod.: granos, bellota y pastos, con el que sostienen 410 cab. de ganado lanar y 50 del vacuno. pobl.: 20 vec., 75 alm. cap. terr. prod.: 521,500 rs. imp.: 24,750 rs.
(Madoz, 1847, p. 342)

## Geografía humana

### Demografía
Cuenta con una población de 31 habitantes (INE 2024).
| Gráfica de evolución demográfica de Gejuelo del Barro entre 1842 y 2021                                               |
| |
| Población de derecho según los censos de población del INE. Población de hecho según los censos de población del INE. |

### Núcleos de población
El municipio se divide en varios núcleos de población, que poseían la siguiente población en 2015 según el INE.
| Núcleo de población           | Población |
| ----------------------------- | --------- |
| Gejuelo del Barro             | 34        |
| Valrubio                      | 5         |
| La Huérfana                   | 1         |
| Baños de Calzadilla del Campo | 0         |
| Calzadilla del Campo          | 0         |
| Muélledes                     | 0         |
| Tozas                         | 0         |

### Economía
Agricultura, ganadería, balneario y aguas minerales.

## Administración y política
| Partido político                         | 2019  | 2019  | 2019       | 2015  | 2015  | 2015       | 2011  | 2011  | 2011       | 2007  | 2007  | 2007       | 2003  | 2003  | 2003       |
| Partido político                         | %     | Votos | Concejales | %     | Votos | Concejales | %     | Votos | Concejales | %     | Votos | Concejales | %     | Votos | Concejales |
| Partido Popular (PP)                     | 89,66 | 26    | 3          | 90,91 | 30    | 2          | 62,86 | 22    | 2          | 76,92 | 30    | 1          | 92,31 | 36    | 1          |
| Partido Socialista Obrero Español (PSOE) | —     | —     | —          | —     | —     | —          | 17,14 | 6     | 1          | 5,13  | 2     | 0          | 2,56  | 1     | 0          |